# Geographical Names Board of Canada
De Geographical Names Board of Canada (GNBC) is een nationaal comité van Natural Resources Canada, een deel van de Canadese overheid, die belast is met de autorisatie van de namen die staan op officiële federale overheidskaarten van Canada die gemaakt worden sinds 1897. Het bestuur bestaat uit 27 leden, onder wie een uit elk van de provincies en territoria. Het bestuur is ook betrokken bij de namen van gebieden in Antarctica door het Antarctisch Verdrag.

## Geschiedenis
De Geographic Board of Canada werd opgericht in 1897. In 1948 werd het bestuur opgevolgd door de Canadian Board on Geographic Names, die werd in 1961 gereorganiseerd als het Canadian Permanent Committee on Geographical Names (CPCGN). In maart 2000 werd het de Geographical Names Board of Canada.